# Kungsör (đô thị)
Đô thị Kungsör (tiếng Thụy Điển: Kungsör kommun) là một đô thị ở hạt Västmanland của Thụy Điển. Thủ phủ là thị xã Kungsör. Dân số thời điểm 31 tháng 12 năm 2000 là 8148 người.